# دولت اقماری
عبارت کشور تابع یا دولت اقماری (انگلیسی: Satellite state) به کشوری گفته می‌شود که رسماً مستقل باشد ولی به‌شدت تحت تأثیر یا کنترل سیاسی، اقتصادی، و نظامی (به‌طور کلی هژمونی) یک کشور دیگر قرار داشته باشد به‌طوری که سیاست کشور عمدتاً توسط کشور متبوع تعیین گردد. در طول جنگ سرد این عبارت برای اشاره به متحدان شوروی در اروپای مرکزی و اروپای شرقی که عضو پیمان ورشو بودند به کار می‌رفت.
این عبارت از ماهواره‌های کوچکتری که به دور سیاره‌های بزرگ‌تر می‌چرخند گرفته شده‌است.

## دولت‌های اقماری شوروی

### پس از جنگ جهانی اول
مغولستان پس از جدایی از چین در ۱۹۱۱ یک دولت اقماری امپراتوری روسیه بود.
جمهوری خلق تووا نیز در سال ۱۹۲۰ از چین مستقل شد و یکی از دول اقماری روسیه بود تا اینکه در ۱۹۴۴ تصرف و به خاک شوروی افزوده شد.
جمهوری خاور دور در سیبری نیز یکی دیگر از دول اقماری شوروی بود.

### پس از جنگ جهانی دوم
دول اقماری شوروی در اروپا عبارت بودند از:
- جمهوری سوسیالیست خلق آلبانی (تا ۱۹۶۰)
- جمهوری خلق لهستان
- جمهوری خلق بلغارستان
- جمهوری خلق رومانیا
- جمهوری سوسیالیستی چکسلواکی
- جمهوری دمکراتیک آلمان (آلمان شرقی)
- جمهوری خلق مجارستان

برخی نیز از جمهوری فدرال سوسیالیستی یوگسلاوی به عنوان یک دولت اقماری شوروی نام برده‌اند، گرچه این کشور پس از اختلاف بین تیتو و استالین در سال ۱۹۴۸ و انتقال دفتر کامینفرم از بلگراد به بخارست از ردهٔ این کشورها جدا شد.
جمهوری دموکراتیک افغانستان از ۱۹۷۸ تا ۱۹۹۱ را نیز می‌توان یک دولت اقماری به‌شمار آورد.

## پس از جنگ سرد
برخی از تحلیل‌گران گفته‌اند که سیاست آمریکا در خاورمیانه پس از جنگ سرد بر تبدیل کشورهایی مثل عراق به دولت اقماری ایالات متحده است.
از سوازیلند و لسوتو به عنوان دولت اقماری آفریقای جنوبی یاد می‌شود.